# Памятник Петру I и Лефорту
Памятник Петру I и Лефорту — памятник Петру I и Францу Яковлевичу Лефорту в Москве. Открыт в 1999 году. Скульпторы Е. М., В. А., Д. В. Суровцевы.
Адрес установки: г. Москва, Красноказарменная ул., д. 2 (сквер Воинов-Победителей).

## История
Генерал-адмирал Франц Я́ковлевич Лефорт (1656—1699) был ближайшим помощником и советником царя Петра I. Сыграл большую роль в создании царской армии. Был членом Великого посольства. Похоронен на Введенском кладбище (немецком) в Москве.
Групповой памятник Петру I и Францу Лефорту установлен в Москве у главного входа в Лефортовский парк в честь празднования 300-летия московского района Лефортово. Авторы памятника: архитекторы — В. В. Алешина и В. В. Корчегин; скульпторы — народный художник России Владимир Александрович Суровцев, а также Елена Михайловна и Данила Владимирович Суровцевы. Памятник представляет собой серый гранитный обелиск с куполом, который венчает крылатый бронзовый лев. Памятник установлен на сером гранитном пьедестале. Постамент облицован плитами из травертина, с четырех сторон имеет декорированные ниши с бронзовыми рельефами.
Перед центральным рельеф установлены скульптуры Петра Великого и Франца Лефорта. На постаменте выполнена надпись: «Петр I. Франсуа Лефорт». Оба деятеля имеют одинаковый рост (что соответствует историческим сведениям), изображены в стилизованном под парадные портреты XVIII века военном снаряжении с кортиками и развевающимися плащами за спинами. Франц (Франсуа — изначальный французский вариант его имени) Лефорт изображен с орденом и согнутой левой рукой.

## Технические данные
Скульптуры памятника Петру I и Лефорту и крылатый лев выполнены из бронзы, постамент — из гранита, облицовка травертином. Территория вокруг памятника благоустроена, огорожена металлическими цепями на чугунных столбах.

## Фотографии